# Indi (color)
El color indi (també anomenat anyil) correspon a una longitud d'ona de la llum de 4.500 a 4.770 Å, o entre 450 i 477 nm, i es troba entre el blau i el violat que fa part de l'arc de Sant Martí.

## Connotacions de l'indi
- L'indi és l'origen del nom de l'element químic indi (In), pel color indi que s'observa en el seu espectre lluminós.
- És un color de fortes reminiscències mediterrànies.
- Segons l'hinduisme i la teoria dels colors del mandala, a cadascun dels txakres li correspon un color. L'indi va associat al sisè txakra (ajñá-chakra o tercer ull). Representa l'espiritualitat relacionada amb els fets de la vida, el coneixement i la percepció. També apareix relacionat amb la intuïció.